# Movimiento Revolucionario Túpac Amaru
El Movimiento Revolucionario Túpac Amaru (MRTA) fue una organización armada marxista-leninista de inspiración guevarista peruana con vínculos con el narcotráfico. Inició su accionar en mayo de 1982 y formó parte de la época del terrorismo en Perú, estando sus acciones inspiradas en las ideas del Che Guevara, Luis de la Puente Uceda, la revolución cubana y la Junta de Coordinación Revolucionaria. Fue considerado como una organización terrorista por el Gobierno peruano y por Estados Unidos. Sus miembros son conocidos como "emerretistas" o "martacos".
En su informe final, la Comisión de la Verdad y de la Reconciliación (CVR) concluyó que el MRTA fue responsable del 1,5 % de las víctimas mortales del conflicto armado interno. Según indica la CVR, el MRTA incurrió en acciones violentas como asesinatos, secuestros sistemáticos (e internamiento en las "cárceles del pueblo"), campañas de limpieza social (como las "cruzadas contra el vicio"), tráfico de drogas, daño a la propiedad privada y pública, torturas, robo y extorsión (Véase anexo correspondiente). A diferencia de Sendero Luminoso, y en forma similar a otras organizaciones armadas latinoamericanas con las que mantuvo vínculos, el MRTA usaba indumentaria para sus acciones. Voz Rebelde era su periódico oficial, a la par que El Diario de Marka era usado como portavoz de sus acciones a través de espacios cedidos y luego el seminario Cambio).
El MRTA fue liderado por su fundador, Víctor Polay Campos, hasta su recaptura y encarcelamiento en julio de 1992 (siendo el segundo al mando Peter Cárdenas Schulte, jefe de los llamados comandos especiales del MRTA y creador de las "cárceles del pueblo"). Tras la captura de Polay, asumió como líder Néstor Cerpa Cartolini, secundado por Miguel Rincón Rincón, hasta su muerte en la Operación Chavín de Huántar el 22 de abril de 1997, cuando una acción militar realizada por el Comando Chavín de Huántar de las fuerzas armadas peruanas recuperaron el control de la Embajada Japonesa en Lima tomada por asalto el 17 de diciembre de 1996 por un comando de 14 emerretistas, liderados por el mismo Cerpa Cartolini.
Para inicios de los años 2000, esta organización se encontraba desarticulada en el plano militar encontrándose dividida en dos líneas: la Facción Política (alcanzar el poder por medios electorales) y la Facción Militar. Algunos de sus exmiembros se reagruparon en nuevas organizaciones como Patria Libre (que fue su brazo político en la década de 1980) o el Frente Democrático del Pueblo, además de infiltrarse en organizaciones civiles de izquierda. Los hijos de los miembros del MRTA están agrupados en el colectivo Hijos de Perú. Por otro lado, un exmiembro del grupo, Julio César Vásquez Vásquez alias "Camilo Reyes", fundó la organización Fuerzas Armadas Revolucionarias-Ejército Popular Tupacamarista (FAR-EPT), la cual se considera heredera del MRTA, posee el mismo corte marxista-leninista y usa sus mismos símbolos. Esta organización se encuentra vinculada a varios delitos. Otros miembros del MRTA como Hugo Avellaneda Valdez, alias "Eloy"; Rodolfo Kleins, alias "Dimas" e Isaac Velasco Fuertes, alias "Ciego", han sido vistos en diversas protestas y manifestaciones. Roque Gonzáles La Rosa, que también fuera miembro del MRTA, se convirtió en representante del Perú ante la Coordinadora Continental Bolivariana (CCB).

## Orígenes

### Los remanentes del MIR
A finales de los años 50 varios militantes del APRA abandonaron sus filas liderados por Luis de La Puente Uceda y fundaron el APRA rebelde. En 1962, asumiendo el marxismo-leninismo, el APRA rebelde tomó el nombre de Movimiento de Izquierda Revolucionaria (MIR). El MIR, cuyos miembros fueron entrenados en Cuba, inició su accionar armado en 1965 sin mucho éxito muriendo en el proceso Luis de La Puente Uceda. En 1967, los remanentes del MIR se dispersaron en diversos grupos tales como el MIR El Militante (MIR EM), el MIR Voz Rebelde (MIR VR), el MIR IV Etapa (MIR IV), entre otros; todos reconociéndose como sucesores de las ideas de La Puente Uceda.

### El Partido Socialista Revolucionario
En 1976, jóvenes radicales pertenecientes al Partido Demócrata Cristiano y militares velasquistas fundaron el Partido Socialista Revolucionario (PSR) tras el ascenso de Francisco Morales Bermúdez al poder reivindicando las reformas hechas por Juan Velasco Alvarado. El PSR quedó bajo el liderazgo de Leónidas Rodríguez Figueroa, quien fuera líder del SINAMOS. El PSR se dividió en dos estructuras coordinadas: una a nivel público y otra clandestina (esta última conocida como la "Orga"). En 1978, las diferencias entre las dos facciones crecieron lo que produjo la ruptura y la formación del Partido Socialista Revolucionario Marxista-Leninista (PSR-ML) con miembros de la "Orga". El PSR-ML quedó bajo liderazgo de José Fernández Salvatecci.

### Influencias
Tanto el MIR EM y el PSR-ML se consideraban como parte de la "corriente proletaria y socialista latinoamericana". Ambos estaban influenciados por las ideas del Che Guevara (véase foquismo), el ejemplo de la revolución cubana y de Vietnam, la teoría de la dependencia y los movimientos armados latinoamericanos, en especial los pertenecientes a la Junta de Coordinación Revolucionaria (JCR) del Cono Sur, esto es el Movimiento de Izquierda Revolucionaria de Chile, el Movimiento de Liberación Nacional-Tupamaros de Uruguay, el Ejército de Liberación Nacional (ELN) de Bolivia y el Ejército Revolucionario del Pueblo (PRT-ERP) de Argentina. Algunos miembros del MIR-EM viajaron a Argentina a enrolarse dentro del PRT-ERP, donde aprendieron tácticas subversivas. También viajaron algunas personas que se enrolaron en el PRT-ERP y luego acabaron militando dentro del PSR-ML.
Otra inspiración para los futuros emerretistas vino tras la victoria del Frente Sandinista de Liberación Nacional (FSLN) en Nicaragua en 1979. Luego de la victoria de la revolución cubana en 1959, los diversos movimientos armados que surgieron e intentaron obtener el poder mediante las armas fracasaron. El régimen cubano había apoyado a algunos de estos movimientos entrenándolos y financiándolos sin involucrarse directamente, en especial tras la fracasada invasión a Panamá de abril de 1959. Sin embargo, la victoria del FSLN significó un resurgir de la izquierda guerrillera latinoamericana. El emerretista Peter Cárdenas Schulte diría: "El triunfo de la revolución sandinista marcó un hito y mucha simpatía, era posible que la revolución triunfara en América Latina desde la de Cuba, de la cual ya habían pasado 20 años. Inmediatamente después [ocurrió] un alzamiento generalizado en Centroamérica, en El Salvador, en Guatemala. Nicaragua es un foco de atracción revolucionario".

## Fundación

### Primeras interacciones
En 1980 se convocaron elecciones para elegir al primer presidente democrático tras el Gobierno Revolucionario de las Fuerzas Armadas. Antes de las elecciones, Luis Varese buscó a Peter Cárdenas Schulte para formar el Frente Revolucionario Antiimperialista y por el Socialismo (FRAS) que agrupó al MIR EM, el PSR-ML y el Partido Comunista del Perú-Mayoría de César Lévano. Como parte del FRAS, los militantes de las diversas organizaciones empezaron a interactuar entre sí y reconocer similitudes entre sus objetivos. Luego conformaron la Alianza Revolucionaria de Izquierda (ARI).
Tanto para el MIR EM y el PSR-ML, las movilizaciones que se dieron contra Morales Bermúdez y la Asamblea Constituyente que dio origen a la constitución de 1979, eran parte de una "situación pre-revolucionaria" que desembocaría en una revolución. En aquellos años, como relata el emerretista Alberto Gálvez Olaechea, las elecciones eran vistas por los diversos grupos de izquierda como "un mecanismo táctico de acumulación de fuerzas en función del gran objetivo que era la revolución". Víctor Polay Campos explicaba que "lo de la situación revolucionaria era una cuestión común dentro de la izquierda, todos los grupos decían que había que estar preparados para tomar el poder. Todos los grupos planteaban la violencia revolucionaria". El mismo día de las elecciones, el MIR EM y el PSR-ML sacaron un comunicado donde explicaban que la "situación pre-revolucionaria de carácter prolongado [...] no había cambiado porque sus causas eran estructurales [e] implicaba la preparación para la guerra revolucionaria".

### La unificación
Tras el "Inicio de la Lucha Armada" (ILA) de Sendero Luminoso, los dirigentes del MIR EM y el PSR-ML organizaron en junio de 1980 la Conferencia Unitaria "El pueblo de El Salvador Vencerá – Héroes del 65". En ella, se detalló que no estaban preparados para el inicio de acciones armadas, pero que estaban convencidos de que "la incorporación de la violencia abrirá nuevos caminos en la lucha de las masas y de la izquierda". Producto de esto, se acordó la unificación, por lo que se formó la Dirección Ejecutiva y un Secretariado Nacional Unificado. Se tomó el nombre de PSR-ML - MIR EM. En septiembre del mismo año, se organizó una reunión del Secretariado Nacional Unificado, en la que se dispuso que el PSR-ML - MIR EM se preparaba para el inicio de acciones armadas. Como parte de esta preparación, ingresaron a la Unidad Democrática Popular (UDP) para "interesar y comprometer", sobre todo a los militantes de Vanguardia Revolucionaria (VR) y el MIR Confluencia (MIR-C). Al ser miembros de la UDP, fueron parte de la fundación de Izquierda Unida. La presencia del PSR-ML - MIR EM se mantuvo hasta 1982. Los militantes del PSR-ML - MIR EM consideraron que perdieron el tiempo convenciendo a los demás de "reiniciar la lucha armada".

### El nacimiento del MRTA
En una reunión del 1 de marzo de 1982, los dirigentes del PSR-ML - MIR EM se reunieron en un Comité Central (CC). Concluyeron que las condiciones materiales para el inicio del accionar armado estaban dadas, al tomar en cuenta la situación nacional (el ILA de Sendero Luminoso y el asalto a la cárcel de Ayacucho) e internacional (la victoria del FSLN en Nicaragua, la ofensiva del Frente Farabundo Martí para la Liberación Nacional (FMLN) en El Salvador y de la Unidad Revolucionaria Nacional Guatemalteca (URNG) en Guatemala, así como el auge de la lucha armada en Colombia). Además, se adoptó el nombre de Movimiento Revolucionario Túpac Amaru (MRTA), acordando mantener en secreto el nombre hasta el inicio oficial de las acciones subversivas.

## Historia

### Primeras acciones subversivas
Los dirigentes del MRTA dispusieron un plan de dos fases: la "acumulación de fuerzas" y la "propaganda armada". En la primera fase, los miembros del MRTA se instruyeron en el manejo de armas en "Escuelas político-militares". Luis Varese, al haber sido miembro del FSLN, organizó a los miembros del MRTA siguiendo los lineamientos de dicha organización. Algunos de los miembros del MRTA habían recibido con anterioridad entrenamiento en explosivos en Cuba. Durante esta etapa, su primera acción fue el asalto a un banco en La Victoria, Lima, el 31 de mayo de 1982. En esta acción resultaría muerto Jorge Talledo Feria. En esta etapa, los emerretistas no reconocían sus acciones y dispusieron iniciar el "trabajo de masas" con el objetivo de construir "un movimiento de masas que se incorpore al proceso de guerra revolucionaria". En 1983, el Partido Comunista Peruano (PCP) se compromete e solidarizarse con las acciones del MRTA, que planeaba realizar un levantamiento en el Cusco, llegando a incorporar a uno de sus militantes dentro de los emerretistas. Posteriormente, Polay Campos se reunió con Jorge del Prado, líder del PCP.
En enero de 1984, se llevó a cabo en Lima el I Comité Central del MRTA donde se dispuso el inicio de la segunda fase de su plan con el objetivo de hacer conocido al MRTA. De esta forma, el 22 de enero de 1984 los miembros del MRTA atacaron el puesto policial del distrito de Villa El Salvador, lo que sería su primera acción armada. A finales de 1985 Nestor Cerpa Cartolini el 2° líder del MRTA en aquel entonces (y futuro máximo líder) viajó a Colombia, donde dirigió el "Leoncio Prado" Squad, uno de los tres escuadrones del MRTA que participaron en una operación militar conjunta con el M-19 de Colombia y con el grupo Alfaro Vive ¡Carajo! que era el movimiento guerrillero subversivo de Ecuador. Entre 1984 y 1985 se sumarían al MRTA miembros del MIR El Rebelde, MIR Juventud-Rebelde, MIR Yahuarina, MIR Coordinadora 23 de Octubre, entre otros.

### Frente Nororiental del MRTA
El 8 de octubre de 1987 miembros del MRTA tomaron la ciudad de Tabalosos como parte de la Campaña “El Che Vive”, una campaña por el aniversario de la muerte del Che Guevara en Bolivia. Los emerretistas, en Tabalosos, atacaron el puesto policial y sometieron a “juicios” a las autoridades. Luego, avanzaron contra la ciudad de Soritor donde, en un enfrentamiento, resultó muerto un policía. Luego tomaron la ciudad de Juanjuí y el pueblo de San José de Sisa.

## Principales acciones terroristas
Las acciones más importantes de este grupo fueron asesinatos contra policías y militares, extorsiones y asaltos selectivos para obtener recursos y solventar sus crímenes y acciones terroristas.[cita requerida] Se estima en 1039 las víctimas de sus acciones a lo largo de los años, un 1,5 % del total de víctimas como resultado del conflicto armado interno, de acuerdo con la Comisión de la Verdad. A diferencia del movimiento senderista, los miembros del MRTA vestían uniforme durante las acciones militares para no ser confundidos con la población civil en las zonas altoandinas.

### La práctica del secuestro
Cuando la privación a la libertad personal se realiza por un grupo armado de manera generalizada o sistemática, constituye un crimen de lesa humanidad. Entre 1984 y 1996, la CVR obtuvo evidencias de que el MRTA habría realizado decenas de secuestros individuales y colectivos. Estos secuestros eran una práctica frecuente orientada a la obtención de beneficios políticos o económicos, por lo que sus objetivos eran usualmente empresarios de grandes negocios.
A partir del secuestro del empresario televisivo Héctor Delgado Parker en 1989, el MRTA implantó en Lima las llamadas "cárceles del pueblo", ideadas por Peter Cárdenas Schulte, socavones excavados en sótanos de domicilios particulares. Eran espacios reducidos, precarios e insalubres, en donde los secuestrados eran sometidos a interrogatorios llamados "juicios populares" a la espera del pago por el rescate. En la práctica eran auténticos centros de tortura física. Esta práctica se hizo extensiva en los años 1992 y 1993, tras lo cual disminuyó su número.
Los miembros del MRTA actuaban con gran precisión al momento de la aprehensión de sus víctimas. En muchos casos, disparaban a sangre fría contra quienes trataban de impedir el secuestro o incluso contra sus víctimas si estas ofrecían resistencia, como fue el caso del empresario vidriero Pedro Miyasato Miyasato, realizado el 22 de abril de 1993. Además, según la CVR, el cautiverio implicó tratos crueles, inhumanos y degradantes.

### Acciones contra minorías sexuales
El MRTA desarrolló campañas de limpieza social denominadas como «Cruzadas contra el vicio», durante las cuales atacaron a las minorías sexuales y otros grupos que denominaban como «indeseables». Una de las acciones más recordadas de violencia contra el colectivo LGBT por parte del MRTA sucedió el 31 de mayo de 1989 cuando un grupo de seis emerretistas ingresó violentamente al bar Las Gardenias en la ciudad de Tarapoto y asesinó a ocho travestis y homosexuales. Pocos días después, el semanario Cambio, órgano oficioso del MRTA, reivindicó la acción y alegó que se debió a la supuesta protección que las fuerzas del orden dispensaban a «estas lacras sociales, que eran utilizadas para corromper a la juventud». El semanario también mencionaba un asesinato de similares características acaecido en febrero del mismo año, cuando el MRTA ejecutó «a un joven "homo" muy conocido en Tarapoto».  Posteriormente, en memoria de las víctimas de Las Gardenias, se instauró el Día Nacional de Lucha contra la Violencia y Crímenes de Odio hacia Lesbianas, Trans, Gays y Bisexuales.

### Inicio de la debacle: enfrentamiento de Los Molinos
Una de las acciones militares que propició en gran parte la derrota del MRTA en la sierra central fue el enfrentamiento de Los Molinos, que se suscitó el 28 de abril de 1989 a las 3:00 y terminó a las 5:000 de la madrugada aproximadamente en la pampa de Puyhuan, entre el ejército peruano (con el batallón "Pachacútec") y unidades subversivas del MRTA que fueron sorprendidas viajando en camiones entre los distritos de Huertas y Molinos, provincia de Jauja. El enfrentamiento se inició cuando el teniente del ejército Yony Morales, junto a algunos soldados, abrió la compuerta del camión luego de la negativa del chofer de entregar sus documentos. Al abrir, los terroristas los dispararon a quemarropa matándolos en el acto. Ante eso se inició el combate entre los subversivos y los miembros del ejército.
Antes del combate, las unidades del MRTA se dirigían a Jauja para así tomar la ciudad de Tarma, aunque inicialmente se creía que el objetivo del MRTA era ocupar la ciudad de Concepción. Sin embargo, diversos testimonios señalaron que en realidad era la ciudad de Tarma; por lo que el encuentro con el Ejército no fue planificado y tomó por sorpresa a ambos bandos. Luego del enfrentamiento, el Ejército continuó con acciones de rastrillaje realizando detenciones a pobladores igualmente sorprendidos por los acontecimientos. Algunos de estos figuran actualmente como desaparecidos. Del enfrentamiento en Los Molinos se saben de aproximadamente 60 muertos por parte del MRTA. Tras el combate varios pobladores fueron detenidos irregularmente y los sucesos denunciados ante la CIDH.

### Alianza con el narcotráfico
A pesar de que en un inicio los emerretistas amenazaban y ajusticiaban a quienes participaban en el tráfico de drogas, debido a la importancia de tal actividad, en septiembre de 1990 se realizó el III Comité Central de Unidad donde Polay Campos impone su línea de acción por lo que se decide cobrar cupos a los vuelos que transportaban droga en las zonas controladas por emerretistas. Las pistas clandestinas empezaron a funcionar previo acuerdo entre los emerretistas y narcotraficantes, recibiendo los subversivos un pago por cada vuelo.

### Toma de la residencia del embajador de Japón
El 17 de diciembre de 1996, un grupo armado de 14 miembros del MRTA, al mando de Néstor Cerpa Cartolini, tomó la residencia del embajador japonés en Lima y capturó a 800 rehenes pertenecientes a los sectores más encumbrados de la vida política y económica peruana, siendo la última gran acción subversiva en la historia de Perú. El MRTA exigió, como condición para liberar a los rehenes, que el gobierno peruano, presidido en ese momento por Alberto Fujimori, liberara de las cárceles peruanas a 462 integrantes de este grupo subversivo, exigencia rechazada por el gobierno. El mismo día de la toma, los insurgentes emerretistas liberaron a todas las mujeres y niños así como a aquellos hombres no considerados "objetivo" por el MRTA que se encontraban retenidos en la embajada, como un gesto humanitario, quedando un total de 72 rehenes en su poder. A partir de esta incursión y de su exigencia, empezaría la desarticulación total del MRTA.
El hecho tuvo como desenlace el asalto de la embajada por fuerzas especiales del Ejército del Perú, en un operativo llamado por el ejército como Operación Chavín de Huántar el 22 de abril de 1997 que duró 4 meses. Durante el operativo militar, murieron los 14 militantes emerretistas, incluyendo a Cerpa Cartolini, un rehén (Carlos Giusti Acuña, Vocal de la Corte Suprema) y dos comandos (teniente coronel Juan Valer Sandoval y teniente Raúl Jiménez Chávez). Investigaciones posteriores y las declaraciones de testigos indican que Eduardo Cruz Sánchez, alias Tito, el segundo jefe del comando del MRTA, se encontraba vivo y habría intentado rendirse. El 12 de marzo de 2001, los restos de Eduardo Cruz Sánchez fueron exhumados. Toda la evidencia hallada llevó a la fiscalía a denunciar a un grupo de comandos ante el Poder Judicial para determinar de dónde provino la orden de ejecutar a Tito cuando el enfrentamiento ya había terminado. Según la CVR, existen suficientes evidencias para presumir razonablemente que durante el operativo de rescate se incurrió en violaciones a los derechos humanos por parte del Estado peruano; por ello, recomendaba una investigación imparcial que determinara las responsabilidades del caso.

## Hechos posteriores
Tras la Operación Chavín de Huántar, el MRTA quedó desarticulado. Hugo Avellaneda Valdez, el encargado de las relaciones internacionales de la organización terrorista, asume el mando de los remanentes del MRTA sin poder reestructurarlo virándose el accionar de la organización subversiva hacia el cobro de cupos y un menor trabajo de captación de militantes.

### Fuerzas Armadas Revolucionarias - Ejército Popular Tupacamarista
Desde inicios de los años 2000, existen reportes de que una rama del MRTA se ha reagrupado bajo una nueva organización, las Fuerzas Armadas Revolucionarias - Ejército Popular Tupacamarista (FAR-EPT) la cual posee el mismo corte ideológico marxista-leninista que el MRTA con un nuevo líder llamado Julio César Vásquez Vásquez que responde al alias de comandante Camilo Reyes.
Camilo Reyes desde el 2000 permanece como refugiado en Bolivia, donde ha purgado condena por el asesinato de una mujer, en una entrevista anunció el inicio de otra guerra revolucionaria desde la frontera boliviana.[cita requerida]

### Patria Libre
Patria Libre, integrado por miembros del MRTA, en el año 2005 intentó postular, sin éxito, a Víctor Polay Campos como candidato presidencial para las elecciones generales del 2006.

### Cumbre del FPMR
En el año 2006, el Frente Patriótico Manuel Rodríguez (FPMR), de Chile, organizó la Cumbre "Proyecciones de la lucha revolucionaria" con participación de miembros del MRTA, las Fuerzas Armadas Revolucionarias de Colombia (FARC), el Ejército de Liberación Nacional (ELN) colombiano, la Coordinadora Indígena Pachakuti de Bolivia, el Movimiento Quebracho de Argentina, los Fogoneros de Uruguay, entre otros. La cumbre tenía como objetivo el intercambio de experiencias y el establecimiento de redes de trabajo conjuntas.

### Frente Democrático del Pueblo
El Frente Democrático del Pueblo (FDP), conformado por personajes que fueron parte del MRTA y liderado por Luis Gordon (también miembro del MRTA), ha realizado acciones de reivindicación de actos y figuras de la organización subversiva, llegando a rendir homenaje a Néstor Cerpa Cartolini en el año 2017.

## Comisión de la Verdad y Reconciliación
La Comisión de la Verdad y Reconciliación determinó que el grupo fue responsable del 1,5 % de las muertes de la guerra. En sus conclusiones finales publicadas en 2003, la Comisión observó:

En 1984, el MRTA inició a su vez una lucha armada contra el Estado y es responsable del 1.5 por ciento de las víctimas fatales que fueron reportadas a la CVR. A diferencia de otras organizaciones armadas, el MRTA reivindicaba sus acciones y sus miembros usaban distintivos para diferenciarse de la población civil. Sin embargo, el MRTA incurrió también en acciones criminales, recurrió a asesinatos, como en el caso del general Enrique López Albújar, a la toma de rehenes, crímenes que violan no sólo la libertad de las personas sino el derecho internacional humanitario que el MRTA afirmaba respetar.
Comisión de la Verdad y Reconciliación (2003)